# Kuurne-Brussel-Kuurne
Kuurne-Brussel-Kuurne (vaak afgekort tot KBK) is een Belgische wielerwedstrijd. De wedstrijd wordt altijd gereden op de negende zondag in het jaar. Daags ervoor wordt Omloop Het Nieuwsblad gereden. Daarom wordt de wedstrijd weleens gezien als een herkansing voor degenen die de dag ervoor gefaald hebben.

## Geschiedenis
In de beginjaren liep de wedstrijd echt tussen de beide plaatsen Kuurne en Brussel en werd er nogal geschoven met de datum van KBK. De eerste editie in 1945 werd georganiseerd door Sportingclub Kuurne en werd Omloop van Kuurne gedoopt, die werd verreden op 15 mei 1945. Om de wedstrijd wat meer aanzien te geven, werd er in 1946 in Brussel gestart en naar Kuurne gereden. De naam werd ook aangepast naar Brussel-Kuurne. Aangezien de organisator liever had dat de start van de wedstrijd toch in Kuurne werd behouden, werd in 1947 besloten om van Kuurne naar Brussel en terug naar Kuurne te rijden. Kuurne-Brussel-Kuurne was geboren. In 1949 en 1950 was de Omloop Het Volk (de toenmalige naam van de Omloop Het Nieuwsblad) de eerste wedstrijd van het seizoen, vanaf 1951 was dat voor enkele jaren KBK. Vanaf 1968 mocht de koers niet meer via de grote wegen door de hoofdstad zodat het bereiken van Brussel moeilijk werd. Het parcours werd verlegd door West-Vlaanderen en Oost-Vlaanderen. Omdat KBK toen de lading niet meer dekte heette KBK 10 jaar lang Omloop der Beide Vlaanderen. Vanaf 1979 werd echter weer de naam Kuurne-Brussel-Kuurne gebruikt. Nu vindt het keerpunt ergens rond Ninove plaats.
In ruil voor financiële steun van de stad Kortrijk werd in november 2023 overeengekomen dat alvast voor de edities 2024, 2025 en 2026 de start van Kuurne-Brussel-Kuurne op de Grote Markt van Kortrijk zal plaatsvinden, buur van gemeente Kuurne. De naam blijft behouden en de aankomst blijft op grondgebied Kuurne. Deze beslissing wekte ongenoegen bij de inwoners van de gemeente Kuurne.
Sinds 2000 wordt ook een Kuurne-Brussel-Kuurne voor de leeftijdscategorie junioren georganiseerd.
Sinds 2005 is de wedstrijd onderdeel van het continentale circuit van de UCI, de UCI Europe Tour, en promoveerde in 2016 naar de 1.HC-categorie. In 2020 werd de koers opgenomen op de UCI ProSeries-kalender.
Vanaf 2012 is er op zaterdag ook een KBK voor wielertoeristen. De edities 1986, 1993 en 2013 werden afgelast vanwege slechte weersomstandigheden.

## Hellingen
Bij deze wielerklassieker komen de sprinters vaak meer aan hun trekken. Toch is er altijd een passage door de Vlaamse Ardennen. Sinds 1968 mijdt de koers Brussel omdat dit te druk werd en hoofdwegen moesten worden vermeden. De koers reed dan de eerste wedstrijduren naar Ninove om daar te keren. Later schoof het keerpunt nog verder westwaarts om meer tijd in de Vlaamse Ardennen te verblijven.
In het eerste deel kwamen wel hellingen in de Vlaamse Ardennen aan bod, maar dit was minimaal. In de laatste jaren was La Houppe de opener op de terugweg gevolgd door de Kanarieberg om via Ronse en enkele hellingen richting Oude Kwaremont te gaan waar de wedstrijd ontplofte. Sinds enkele jaren zoekt de organisatie ook naar andere hellingen en maakte de koers een uitstapje naar Pays des Collines. Wel is het deel vanaf de laatste helling tot aan de finish vaak nog 40 à 50 km waardoor de sprintersploegen zich vaak nog kunnen organiseren.

## Lijst van winnaars
Klik op het jaartal voor meer informatie over die editie.

### Meervoudige winnaars
| Overwinningen | Renner             | Land                | Jaren            |
| ------------- | ------------------ | ------------------- | ---------------- |
| 3             | Tom Boonen         | België              | 2007, 2009, 2014 |
| 2             | Valère Ollivier    | België              | 1945, 1950       |
| 2             | Jef Planckaert     | België              | 1955, 1960       |
| 2             | Leon Vandaele      | België              | 1954, 1961       |
| 2             | Roger De Vlaeminck | België              | 1970, 1971       |
| 2             | Frans Verhaegen    | België              | 1975, 1976       |
| 2             | Walter Planckaert  | België              | 1973, 1979       |
| 2             | Jan Raas           | Nederland           | 1980, 1983       |
| 2             | Hendrik Redant     | België              | 1988, 1990       |
| 2             | Johan Museeuw      | België              | 1994, 1997       |
| 2             | Andrei Tchmil      | België              | 1998, 2000       |
| 2             | Steven de Jongh    | Nederland           | 2004, 2008       |
| 2             | Mark Cavendish     | Verenigd Koninkrijk | 2012, 2015       |

### Overwinningen per land
| Zeges | Land                                                                  |
| ----- | --------------------------------------------------------------------- |
| 55    | België                                                                |
| 10    | Nederland                                                             |
| 3     | Denemarken                                                            |
| 2     | Duitsland, Verenigd Koninkrijk                                        |
| 1     | Australië, Estland, Frankrijk, Luxemburg, Slowakije, Verenigde Staten |